# Рафов и Редијев шоу
Рафов и Редијев шоу (енгл. The Ruff & Reddy Show) је анимирана серија Хане и Барбере чији су главни ликови мачак Раф, коме је позајмио глас Дон Месик и Реди, пас коме је позајмио глас Доз Батлер. Први пут емитована у децембру 1957. на НБЦ-ју и то је била прва ТВ емисија у продукцији Хане и Барбере.
На телевизији Београд је емитована средином седамдесетих, под насловом Жутко и Љутко у 19:50, пре ТВ Дневника који је тада почињао у 20:00.